# ルイスタウン駅
ルイスタウン駅（英語：Lewistown Station）は、ペンシルベニア州ルイスタウンヘレン・ストリート150にある駅 。

## 利用可能な鉄道路線／列車
アムトラックキーストン回廊のルイスタウン駅に停車する列車は下記の通り。
ピッツバーグとニューヨーク間の昼行長距離列車ペンシルベニアン号…1日1往復停車